# Beloi
Beloi ist ein osttimoresischer Suco in der Gemeinde Atauro.

## Geographie

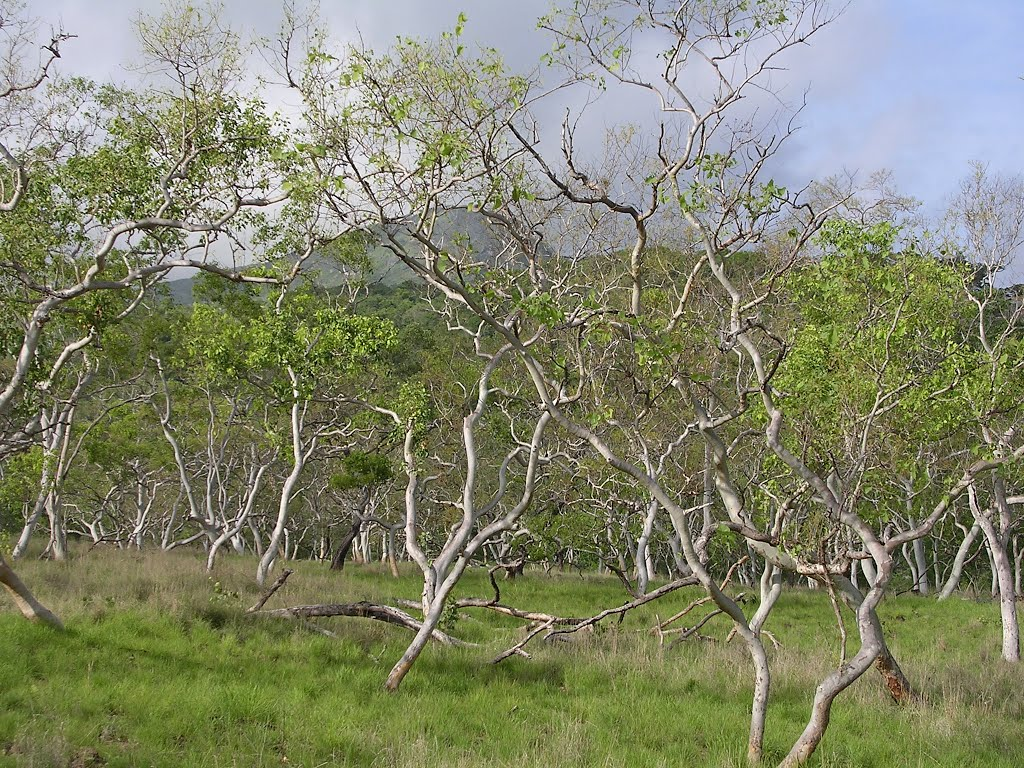
Eucalyptus alba-Bäume am Weg von Beloi nach Adara.

Der Suco bildet das nördliche Zentrum der Insel. Nördlich liegt der Suco Biqueli, südlich die Sucos Macadade, Maquili und Vila Maumeta. Die Westküste liegt an der Straße von Ombai, die Ostküste an der Straße von Wetar. Im Westen des Sucos liegt das Kap Ponta Tutolo. Vor der Gebietsreform 2015 hatte Beloi eine Fläche von 62,49 km². Nun sind es 54,60 km². Im Norden wurden Gebiete an Biqueli abgegeben, unter anderem das Kap Ponta Mano Tala und den Ort Ilidua Douro an der Westküste. Auch die Grenze zu den Nachbarsucos im Süden wurde neu gezogen. Der Suco teilt sich in die vier Aldeias Adara, Arlo, Maquer (Maker) und Usubemaço.
Eine asphaltierte Straße verbindet den Hauptort Beloi an der Ostküste mit Mau-Meta im Süden und Biqueli im Norden. Im Norden liegt an der Westküste das Dorf Adara, im Landesinneren Arlo. Nah dem Ponta Tutolo befindet sich der Ort Atecru (Atekru) und ebenfalls an der Westküste, an der Grenze zum Suco Macadade, das Dorf Maquer. In Adara befindet sich eine medizinische Station, Atecru und Maquer verfügen über Grundschulen. Ein Landungssteg ermöglicht es der Fähre aus Dili hier anzulanden. Das Flugfeld der Insel befindet sich an der Ostküste. Sie fährt diese Strecke jeden Samstag und benötigt für den einfachen Weg zweieinhalb Stunden. In Beloi gibt es ein Hotel und andere Unterkünfte. 2021 wurde wegen der COVID-19-Pandemie in Beloi eine Quarantänestation eingerichtet.
Die Landschaft um den Ort Beloi ist geprägt von Eukalyptusbäumen (Eucalyptus alba), im Flachland finden sich aber immer mehr Palmen. Bei Adara ist der Strand durch ein Riff eingefasst. Nach einer schmalen Küstenebene steigt das Land in Stufen an. Das Land ist hier von tropischem Trockenwald bedeckt. Ähnlich sieht es um Atecru aus. Auch hier liegt vor der Küste ein Riff, nach der schmalen Küstensavanne folgt der Trockenwald auf den höheren Lagen.
In Adara leben die Wawata Topu (deutsch Taucherinnen), Frauen, die mit Harpunen und Schwimmbrillen unter Wasser auf Fischjagd gehen.

## Einwohner

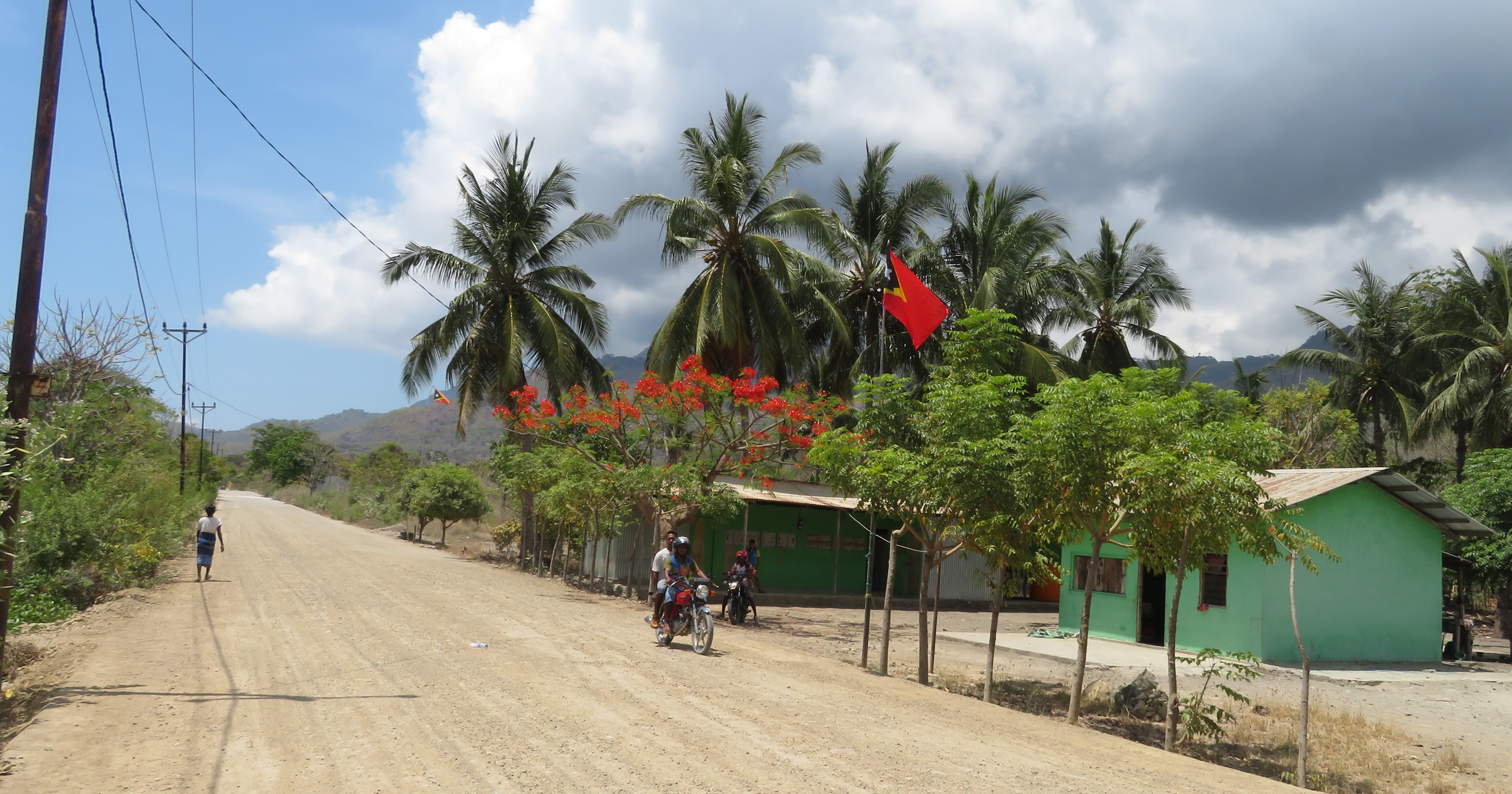
Hauptstraße in Beloi

In Beloi leben 1675 Einwohner (2022), davon sind 803 Männer und 872 Frauen. Im Suco gibt es 362 Haushalte. Im Suco wird von über 50 % der Einwohner der Dialekt Rahesuk gesprochen, der zur Nationalsprache Wetar (auch Atauru oder Adabe) gehört. Über 37 % sprechen den Wetar-Dialekt Raklungu und über 4 % den Dialekt Resuk. Über 6 % sprechen als Muttersprache die Amtssprache Tetum Prasa und eine kleine Minderheit Tetum Terik. Ungewöhnlich für das mehrheitlich katholische Osttimor sind die mehrheitlich protestantischen Bewohner, hier im nördlichen Atauro. Sie wurden von der Nachbarinsel Alor aus durch niederländische Calvinisten im 20. Jahrhundert missioniert.

## Geschichte

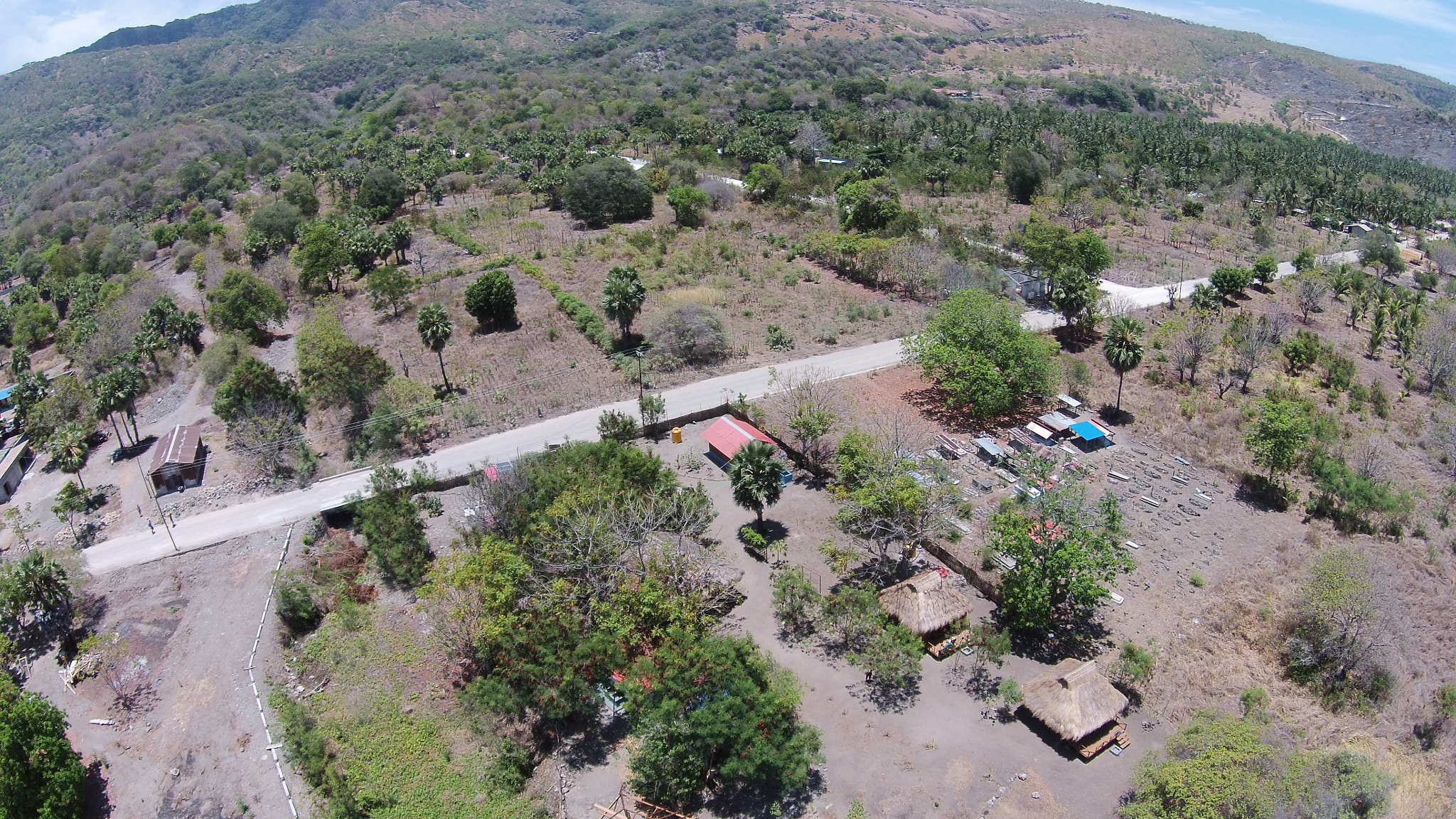
Blick von Beloi ins Landesinnere (Trockenzeit)

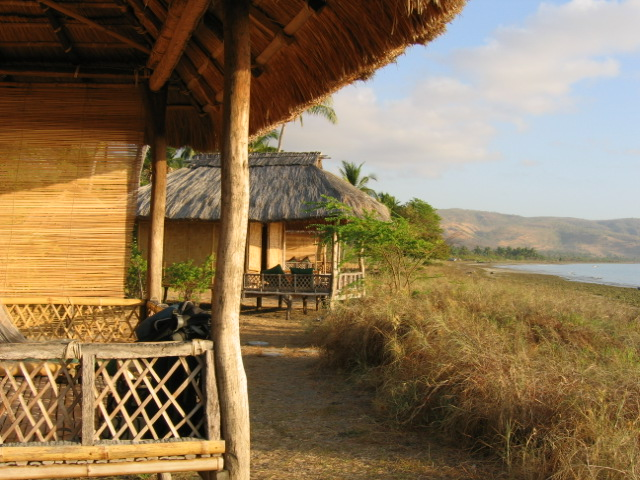
Im Ort Beloi

Felszeichnungen in der Höhle Aleti Tunu Bibi bei Atecru wurden auf ein Alter von etwa 8.000 Jahre datiert, die dortigen Besiedlungsspuren schätzten Archäologen unter Leitung des Franzosen Jean-Christophe Galipaud sogar auf ein Alter von 18.000 Jahre.
In Arlo fanden die Forscher die Spuren von Dörfern, die vor 2.500 bis 3.000 Jahren bewohnt wurden. Die nahegelegene Höhle Lepu Kina barg bis zu 3200 Jahre alte Besiedlungsspuren.
1999 schützte auch die abgelegene Lage Atauros die Bewohner vor den pro-indonesischen Milizen, die den Rest Osttimors während der indonesischen Operation Donner verwüsteten. Der lokale indonesische Armeekommandant drohte zwar mit der Ermordung von fünf Unabhängigkeitsbefürworter und dem Niederbrennen von Häusern, doch Victor Manuel Alves, ein ehemaliger Angehöriger der portugiesischen Armee und Unabhängigkeitsaktivist zahlte ein Bestechungsgeld von 90 Millionen Rupien, um das zu verhindern. Alves erhielt dafür auch drei Gewehre vom Typ G3. Am 20. September zogen die letzten indonesischen Soldaten von Atauro ab, ohne Gewalt anzuwenden. Bis zum Eintreffen der INTERFET-Truppen entstand aber ein Machtvakuum, in dem sich pro-indonesische Gruppen und Unabhängigkeitsbefürworter gegenüber standen. Am 23. September wurde eine Zusammenkunft am Strand von Beloi durchgeführt, an dem Vertreter der Kirchen, des osttimoresischen Widerstands, der Jugendorganisation, der Ältestenrat und der neue Chef von Beloi teilnahmen. Auch Alves nahm teil und rief zur Versöhnung zwischen den Gruppen auf. Auf das Gerücht, dass einige Leute das Haus des ehemaligen Chefs von Beloi und indonesischen Kollaborateurs Antonio Miguel Pacheco niederbrennen wollten, drohte Alves jeden zu erschießen, der Gewalt planen würde. Ansonsten sprach er in versöhnlicher Weise, und seine Rede wurde gut aufgenommen und überzeugte anscheinend die meisten Zuhörer. Das Treffen war fast vorbei, als Pacheco eintraf. Pacheco beschuldigte Alves nun, dass er hinter den Plänen stecke, sein Haus niederzubrennen. Alves griff nun zu einem der Gewehre, dass er zur Versammlung mitgebracht hatte. Pacheco schrie, wenn Alves ein Mann sei, solle er ihn erschießen. Alves geriet in Wut und schoss zweimal in die Luft. Pacheco schrie weiter und drehte sich um, als ob er weggehen wollte. Da traf ihn ein dritter Schuss in den Kopf und tötete ihn. Über die Umstände gibt es unterschiedliche Angaben. Sagten Zeugen zunächst aus, Alves hätte Pacheco erschossen, erklärten sie in der Verhandlung 2004, sie hätten den Schuss entweder nicht selbst gesehen oder Alves habe sich im Umdrehen das Gewehr auf die Schulter gelegt und ein Schuss habe sich dann gelöst, der versehentlich Pacheco traf.
Alves blieb von Dezember 2000 bis Mai 2001 in Untersuchungshaft. Die Gerichtsverhandlung vor den Special Panels for Serious Crimes SPSC des Distriktsgerichts von Dili begann im Mai 2004. Die Anklage lautete auf Mord. Das Gericht entschied schließlich auf Totschlag. Aufgrund der Umstände wurde Alves nur zu einer Kompensationszahlung an die Familie des Opfers verpflichtet und zu einer einjährigen Gefängnisstrafe verurteilt, die auf zwei Jahre Bewährung ausgesetzt wurde. Das Berufungsgericht erhöhte die Strafe 2005 auf zwei Jahre Gefängnis. Alves wurde in Gewahrsam genommen, doch Staatspräsident Xanana Gusmão begnadete Alves nach einem Monat mit dem Präsidentenerlass 16/2005. Das Gerichtsverfahren steht beispielhaft in der Kritik. Die Zeugen wurden nicht vor Bedrohungen geschützt und die Gerichtsverhandlung wurde nicht in Besonderem gesichert. Alves gilt als einflussreicher Mann, der 2012 in den Staatsrat berufen wurde.

## Politik
Bei den Wahlen von 2004/2005 wurde Alberto Soares zum Chefe de Suco gewählt und 2009 in seinem Amt bestätigt. 2016 gewann Adão da Costa Nunes und wurde 2023 wiedergewählt.